# Alex Fischman Cárdenas
Alex Fischman Cárdenas (Perú, 1997) es un cineasta peruano especializado en películas narrativas, comerciales y documentales. A los 17 años, dirigió La Vieja Quinta (2015), cortometraje que recorrió los circuitos de festivales de Los Ángeles (HollyShorts Film Festival); Moscú (Moscow International Film Festival) y Lima (Festival de Cine de Lima).

## Biografía
Alex nació en Lima, Perú, en 1997. A los 17 años dirigió el cortometraje La Vieja Quinta, una adaptación libre del cuento Tristes querellas en una vieja quinta de Julio Ramón Ribeyro. Para ello, se puso en contacto con el hijo de Ribeyro, quien le concedió los derechos de adaptación, el cual contó con la participación del actor peruano Enrique Victoria.
En 2016 viajó a Estados Unidos para estudiar cine en la Universidad Emerson de Boston y, dos años después, se transfirió a la Tisch School of the Arts de la Universidad de Nueva York. Después de completar su formación en 2020, dirigió varios cortometrajes, documentales y proyectos de dirección para T-Mobile, Adidas, Waze, Uber y la ONU. En 2022, Alex estableció un contrato con Greenpoint Pictures para representar anuncios y contenido de diversas marcas en Estados Unidos.
Su cortometraje Alienación (2019), es una versión audiovisual del cuento homónimo de Julio Ramón Ribeyro, protagonizada por Aníbal Lozano, Macla Yamada y Daniel Cano, el corto se empezó a grabar en enero del 2019 y fue exhibido en festivales como el Festival Internacional Rhode Island de EE.UU. y en el Festival de Cortometrajes Aesthetica de York, Inglaterra. Antes había logrado ser semifinalista en el Festival Internacional de Buenos Aires y obtuvo el premio en la categoría “Diversidad en las Artes” en el Festival de Cine de la Diversidad en Los Ángeles.
Uno de los últimos cortometrajes que dirigió es Ovejas y Lobos (2024), interpretado por Sylvia Majo, Aníbal Lozano Herrera y Amiel Cayo, esta historia está ambientada en el periodo histórico del Conflicto Armado Interno del Perú y sigue la historia de una madre que busca incansablemente a su hijo que se fue sin dejar rastro. Esta producción fue exhibida en el Festival Internacional de Cortometrajes Clermont-Ferrand, también fue parte de la Selección Oficial del AFI FEST, el Festival de Cine de Raindance y del Festival Internacional de Cine de Palm Springs.

## Filmografía
Fischman ha realizado los siguientes trabajos audiovisuales: 

### Cortometrajes
- 2024: Ovejas y Lobos, (cortometraje) como director, guionista y editor.
- 2021: Neptune Dreams, (videodanza) como director.
- 2019: Alienación, (cortometraje) como director y guionista.
- 2018: Hiccups, (cortometraje) como director y guionista.
- 2015: La Vieja Quinta, (cortometraje) como director, guionista y editor.

### Documentales
- 2023: Corriendo Conmigo, (documental) como director.
- 2022: Starr, (documental) como co-director junto a Gabriel Crawford Connelly.
- 2021: Teeth, (documental) como director.

## Premios[11][12]
| Año  | Categoría                                      | Festival                                           | Película       | Resultado |
| ---- | ---------------------------------------------- | -------------------------------------------------- | -------------- | --------- |
| 2020 | Selección Oficial                              | Rhode Island International Film Festival           | Alienación     | Nominado  |
| 2020 | Premio a la Diversidad en las Artes            | Los Angeles Diversity Film Festival                | Alienación     | Ganador   |
| 2020 | Mejor cortometraje internacional               | Buenos Aires Internacional Film Festival           | Alienación     | Nominado  |
| 2024 | Selección Oficial                              | Clermont Ferrand International Short Film Festival | Ovejas y Lobos | Nominado  |
| 2024 | Selección Oficial                              | Raindance Film Festival                            | Ovejas y Lobos | Nominado  |
| 2024 | Selección Oficial                              | Palm Springs International Festival of Short Films | Ovejas y Lobos | Nominado  |
| 2024 | Mejor Director, Mejor Cortometraje             | NYU First Run Film Festival                        | Ovejas y Lobos | Ganador   |
| 2024 | Student Grant, Norman T Strauss Award          | National Board of Review                           | Ovejas y Lobos | Ganador   |
| 2024 | Premio del Público, Premio Especial del Jurado | Festival de Cine de Lima                           | Ovejas y Lobos | Ganador   |
| 2024 | Mejor Cortometraje                             | FCZ, Festival de Cine de Zaragoza                  | Ovejas y Lobos | Nominado  |